# 藤原顕俊
藤原 顕俊（ふじわら の あきとし）は、鎌倉時代初期から中期にかけての公卿。権中納言・藤原光雅の三男。官位は正二位・権中納言。

## 官歴
『公卿補任』による
- 文治2年（1186年） 5月28日：叙爵（従五位下）
- 文治4年（1188年） 9月13日：佐渡守
- 文治5年（1189年） 正月30日：従五位上
- 文治9年（1193年） 3月5日：皇后宮権大進
- 正治2年（1200年） 正月5日：正五位下
- 建仁元年（1201年） 3月11日：出雲守。12月22日：蔵人
- 建仁2年（1202年） 2月11日：転皇后宮大進
- 元久元年（1204年） 4月12日：遷春宮大進
- 建永元年（1206年） 10月20日：右少弁
- 承元元年（1207年） 10月29日：左少弁
- 承元2年（1208年） 7月9日：権右中弁。12月5日：院別当。12月9日：従四位下
- 承元3年（1209年） 正月13日：左中弁。4月14日：右大弁
- 承元4年（1210年） 正月5日：従四位上。12月17日：蔵人頭
- 建暦元年（1211年） 正月18日：左大弁。9月8日：参議。10月17日：正四位下
- 建暦2年（1212年） 正月13日：兼播磨権守。12月20日：従三位
- 建保3年（1215年） 8月12日：右兵衛督
- 建保4年（1216年） 正月13日：検非違使別当。3月28日：転左兵衛督
- 建保5年（1217年） 正月28日：転右衛門督、近江権守。11月8日：正三位
- 建保6年（1218年） 正月13日：権中納言、右衛門督并別当如元
- 建保7年（1219年） 4月8日：辞督并別当
- 承久2年（1220年） 正月22日：辞権中納言
- 貞応3年（1224年） 正月23日：従二位
- 嘉禄3年（1227年） 正月5日：正二位。2月18日：出家
- 寛喜元年（1229年） 6月某日：薨去（享年48）

## 系譜
- 父：藤原光雅[1]
- 母：藤原重方の娘[1]
- 妻：藤原能頼の娘[1]
  - 長男[1]：藤原頼隆（1202-1235以降）
- 妻：徳大寺実守の娘[1]
  - 次男[1]：藤原親俊（1206-1258）
  - 男子：藤原成俊[2]
- 生母不明の子女
  - 男子：藤原顕基[2]
  - 男子：藤原光宗[2]
  - 男子：藤原頼俊[2]
  - 男子：顕誉[2] - 延暦寺大僧都
  - 男子：親賢[2] - 東大寺阿闍梨